# Tymbodesmus orestes
Tymbodesmus orestes är en mångfotingart som beskrevs av Hoffman 2005. Tymbodesmus orestes ingår i släktet Tymbodesmus och familjen Gomphodesmidae. Inga underarter finns listade i Catalogue of Life.